# Алдея-Гавинья
Алдея-Гавинья (порт. Aldeia Gavinha)  —  район (фрегезия) в Португалии,  входит в округ Лиссабон. Является составной частью муниципалитета  Аленкер. По старому административному делению входил в провинцию Эштремадура. Входит в экономико-статистический  субрегион Оэште, который входит в Центральный регион. Население составляет 1173 человека на 2001 год. Занимает площадь 8,22 км².
Покровителем района считается Мария Магдалина (порт. Santa Maria Madalena). 